# Colossus-Klasse (1943)
Die Colossus-Klasse war eine Klasse von zehn Leichten Flugzeugträgern der britischen Royal Navy, die während des Zweiten Weltkriegs gebaut wurden.

## Geschichte
Die Klasse sollte ursprünglich 16 Schiffe umfassen, von denen zehn gebaut wurden. Die anderen sechs wurden nach einem modifizierten Design unter der Bezeichnung Majestic-Klasse fertiggebaut und an Commonwealth-Staaten verkauft.
Der Entwurf basierte auf dem der Illustrious-Klasse, war jedoch verkleinert und anderweitig modifiziert, um die Träger schnellstmöglich fertigstellen zu können und Kosten zu sparen. So wurde auf das bei der Illustrious-Klasse verwendete gepanzerte Flugdeck verzichtet, die Antriebsanlage nur auf eine Höchstgeschwindigkeit von 25 Knoten ausgelegt und eine reduzierte Abwehrbewaffnung mitgeführt. Hintergrund hierfür war das Bestreben, die Anzahl der verfügbaren Flottenträger für die Teilnahme am Krieg im Pazifik möglichst schnell zu erhöhen. Von den zehn gebauten Schiffen waren zwei (Perseus und Pioneer) zur Flugzeugwartung ausgelegt.
Die Schiffe wurden zwischen November 1942 und Anfang 1943 auf Kiel gelegt. Die ersten vier Einheiten wurden im Dezember 1944 in Dienst gestellt, die letzten 1946. Keines der Schiffe nahm noch an Kampfhandlungen im Pazifikkrieg teil, viele der Schiffe kamen dann aber im Koreakrieg zum Einsatz.

## Schiffsliste
- Colossus (R15) – 1946 an Frankreich ausgeliehen, 1951 verkauft, dort als Arromanches in Dienst gestellt. Diente im Indochinakrieg. 1978 abgewrackt.
- Triumph (R16) – Teilnahme am Koreakrieg, danach Trainingsschiff und Umbau zum Reparaturschiff. 1981 abgewrackt.
- Warrior (R31) – 1946 an Kanada ausgeliehen, 1948 in England umgebaut, Teilnahme am Koreakrieg, 1956 an Argentinien verkauft, dort umbenannt in Independencia, 1971 abgewrackt.
- Perseus (R51) – 1958 abgewrackt.
- Glory (R62) – Teilnahme am Koreakrieg, 1961 abgewrackt.
- Venerable (R63) – 1948 an die Niederlande verkauft und in Karel Doorman umbenannt. An Argentinien weiterverkauft, dort unter dem Namen Veinticinco de Mayo, 2000 abgewrackt.
- Theseus (R64) – Einsätze in Koreakrieg und Suezkrise, 1962 abgewrackt.
- Ocean (R68) – wie Theseus.
- Vengeance (R71) – 1952 an Australien ausgeliehen, 1956 an Brasilien verkauft, dort ab 1960 als Minas Gerais Flaggschiff der Marine. 2001 ausgemustert, 2004 abgewrackt.
- Pioneer (R76) – 1954 abgewrackt.